# Stormtroopers of Death
Stormtroopers of Death (szerzej znany pod skrótową nazwą S.O.D.) – amerykański zespół muzyczny, założony w 1985 w Nowym Jorku przez lidera formacji Anthrax – Scotta Iana. Uważany za jednego z twórców (obok D.R.I.) stylu crossover thrash, czyli połączenia stylistyki hardcore punku i thrash metalu.

## Historia
Pomysł założenia zespołu powstał w czasie nagrywania płyty. Ian w wolnym czasie notował pomysły na nowe piosenki. W efekcie narodziła się idea utworzenia nowego projektu muzycznego. Ian przedstawił Danowi Lilkerowi (ówczesnemu basiście Anthrax), Charliemu Benante (perkusja) i mającemu śpiewać Billy’emu Milano (poznany przez Iana w nowojorskim klubie CBGB’s) 10 kompozycji. Resztę utworów czwórka muzyków napisała w dzień przed nagraniem albumu. Nagrania i miksowanie w studio „Pyramid Sound” w Nowym Jorku zajęły 3 dni. Pierwszy album zawierał 21 utworów i do dziś zaskakuje liczbą pomysłów, humorem i ciężkością materiału muzycznego. Po ukazaniu się albumu S.O.D. ruszył w krótką trasę koncertową.
W 1992 koncert zarejestrowany w klubie „The Ritz” ukazał się jako album koncertowy Live at Budokan. 7 lat później zespół wypuścił na rynek kolejny album studyjny, Bigger Than the Devil. Płyta nie była jednak tak nowatorska i interesująca jak pierwsza.
S.O.D. był zawsze bardziej projektem niż zespołem; działał z dużymi przerwami do początku XXI wieku Billy Milano założył równolegle działający Methods of Destruction (M.O.D.), który stał się kontynuatorem S.O.D.

## Skład
- Scott Ian – gitara, wokal wspierający
- Dan Lilker – gitara basowa, wokal wspierający
- Billy Milano – śpiew
- Charlie Benante – perkusja

## Dyskografia
Albumy studyjne
- 1985: Speak English or Die
- 1999: Bigger Than the Devil
- 2007: Rise of the Infidels

Albumy koncertowe
- 1992: Live at Budokan